# San Salvo
San Salvo est une commune de la province de Chieti dans la région Abruzzes en Italie.
Les pièces romaines trouvées dans le centre historique datent son origine à il y a plus de 3000 ans. Elles sont gardées dans le musée de la ville « La Porta della Terra » (La Porte de la Terre). 
La ville, qui compte environ 19 440 habitants (2021), est divisée en deux parties principales : le centre historique et résidentiel, situé sur une colline, et la zone touristique, située sur la côte. Le territoire de la commune comprend aussi une zone industrielle, siège des activités productives, et une zone rurale. Cette subdivision reflète les différents aspects de la ville : celui lié à sa tradition rurale, principalement concernant la culture des pêches ; celui lié à son développement industriel, cause de son expansion pendant les années 1980 ; celui dû à sa vocation touristique, relié à la proximité de la mer.
Malgré sa petite extension, le territoire de la commune compte plusieurs monuments et sites d’intérêt historique et artistique, situés principalement dans le centre historique. 

## Administration
| Période                                  | Période  | Identité          | Étiquette       | Qualité |
| ---------------------------------------- | -------- | ----------------- | --------------- | ------- |
| 28 mai 2002                              | En cours | Gabriele Marchese | Centro-Sinistra |         |
| Les données manquantes sont à compléter. |          |                   |                 |         |

### Hameaux
Le territoire de la commune est divisé en différents
hameaux 
- Centro storico
- Sobborgo di San Nicola
- Stingi
- Lu Cav de la Ran
- Ripalta
- Colle Pagano
- San Salvo Stazione
- San Salvo Marina

### Communes limitrophes
Cupello, Montenero di Bisaccia (CB), Vasto

## Histoire

### De la Préhistoire au Moyen Âge
Les pièces retrouvées dans le territoire de la commune témoignent qu’il est habité depuis la période préhistorique. Avant la domination romaine, le territoire a été habité par l’ancien peuple italique des Frentani (Frentans). 
On suppose que pendant l’époque romaine s’y trouvait l’ancienne ville de Buca, appelée aussi « la ville mythique ». À confirmer cette supposition il y a la découverte des pièces en marbre, des mosaïques et des restes d’un aqueduc. 
On n'a pas beaucoup d’information concernent la période du Moyen Âge. On sait que l’extension de la ville était réduite par rapport à celle de l’époque romaine et que l’agglomération était entourée par des remparts. L’accès à la ville était garanti à travers la Porta della Terra (Porte de la Terre), qui s’est conservée jusqu’à aujourd’hui. 
Le développement de la ville a été encouragé par les moins bénédictins qui avaient construit un monastère à San Salvo.
On n'a pas beaucoup d’informations concernant le développement de la ville du Moyen Âge à l’époque contemporaine.

### De laIIeGuerre mondiale à aujourd'hui
Pendant la IIe Guerre mondiale, entre les villes de San Salvo et Isernia (Molise) s'étendait ce qu'on appelle la « ligne barbare ». Cette ligne indiquait la position de l'armée allemande, la Wehrmacht, et était parallèle à la « ligne Gustav », défendue par les Alliés.
À la fin de la guerre, dans la seconde moitié du XXe siècle, San Salvo s'est développée économiquement grâce aux industries installées sur le territoire et au développement du tourisme balnéaire dans le hameau côtier (San Salvo Marina). 
Le système économique et culturel de la ville a évolué à partir d'un cadre rural, de quartier, pour devenir une réalité industrielle provinciale. Toutefois, le territoire n'a pas perdu sa spécificité, « ses variétés dialectales, ses diversités de coutume, de la manière de cuire le pain ou de préparer les mets » [1,5], comme souvent on le remarque dans la culture italienne.

## Économie
L'économie était initialement fondée sur l'agriculture (pêchers, oliviers, vignobles), l'élevage et l'artisanat.
Dans les années '80 s'est produit un développement industriel encouragé principalement par les compagnies S.I.V. (Société Italienne du Verre) et Magneti Marelli. D'autres nombreuses petites et moyennes entreprises se sont installées sur le territoire de la commune qui est devenue un centre industriel. En même temps, il y a eu une croissance des services touristiques et du commerce, qui ont aussi causé une forte croissance démographique.
Dans les dernières années, la crise du secteur industriel a porté à la fermeture ou à la vente de certaines usines à des compagnies étrangères. La croissance démographique a été augmentée par de nombreux immigrés. En 2003, l'Union industrielle (Association provinciale des patrons de l'industrie) et les organisations syndicales provinciales CGIL, CISL et UIL sont convenues d'entamer un dialogue sur l'avenir économique de la province de Chieti dont la ville de San Salvo fait partie. Le but de cette initiative est de développer l'emploi et la compétitivité du système économique de la province.

## Art et culture
Le territoire de la commune compte deux musées :
- Musée « La Porta della Terra » : Le musée « La Porta della Terra » est situé à la gauche de la Porte et est quasi totalement souterrain. Les pièces qui y sont exposées remontent à l'âge préhistorique, au Moyen Âge et surtout à l'époque romaine. Le musée a été inauguré en 2006.
- Musée de l'Abbaye : ce musée contient les pièces concernant les activités des moines bénédictins et les pièces de l'ancienne abbaye des saints Vito et Salvo (ce dernier a donné le nom à la ville). Le musée a été ouvert en 2007.

## Jumelages
San Salvo est jumelée avec trois villes :
- Saint-Nicolas-de-Port (France)
- Swan (Australie)
- Székesfehérvàr (Hongrie)

Le jumelage avec la ville de Saint-Nicolas-de-Port a été établi pour des raisons religieuses liées au culte de saint Nicolas. La paroisse de Saint-Nicolas à San Salvo organise tous les ans de nombreuses activités dans le but de renforcer l'amitié entre les deux villes. Périodiquement les autorités de la commune française visitent la ville de San Salvo et la paroisse de Saint-Nicolas.